# Elie Aiboy
Elie Aiboy (ur. 20 kwietnia 1979 w Jayapurze) – piłkarz indonezyjski grający na pozycji pomocnika.

## Kariera klubowa
Karierę piłkarską Aiboy rozpoczął w klubie PSB Bogor. W jego barwach zadebiutował w 1997 roku w indonezyjskiej pierwszej lidze. W sezonie 1998/1999 grał w Persipurze Jayapura, a w 1999 roku przeszedł do Semenu Padang. Tam grał do połowy 2002 roku i wtedy też odszedł do klubu Persija Dżakarta. W Persiji występował do 2004 roku.
Na początku 2005 roku Aiboy przeszedł do malezyjskiego klubu Selangor FA. W 2005 roku wygrał z nim rozgrywki Premier League (II. ligi), a także zdobył Puchar Malezji i Puchar Malezyjskiej Federacji Piłkarskiej. W 2007 roku był wypożyczony do indonezyjskiej Aremy Malang. W połowie 2008 roku ponownie zaczął występować w rodzimej lidze, gdy podpisał kontrakt z PSMS Medan. Następnie grał w Persidafon Dafonsoro, Semen Padang i Persih Tembilahan. W 2015 przeszedł do Persip Pekalongan.

## Kariera reprezentacyjna
W reprezentacji Indonezji Aiboy zadebiutował 13 maja 2001 roku w przegranym 1:5 meczu eliminacji do Mistrzostw Świata 2002 z Chinami. W 2004 roku wystąpił w 3 meczach Pucharu Azji 2004: z Katarem (2:1), z Chinami (0:5) i z Bahrajnem (1:3 i gol w 75. minucie). W 2007 roku został powołany przez selekcjonera Iwana Kolewa do kadry na Puchar Azji 2007. Na tym turnieju rozegrał 3 spotkania: z Bahrajnem (2:1), z Arabią Saudyjską (1:2 i gol w 17. minucie) i z Koreą Południową (0:1).